# Brandon Peniche
Brandon Peniche (Mexikóváros, Mexikó, 1986. augusztus 3. –) mexikói színész.

## Élete és pályafutása
Brandon Peniche 1986. augusztus 3-án született Mexikóvárosban. Édesapja Arturo Peniche, színész, édesanyja Gaby Ortiz. 2009-ben szerepet kapott a Verano de amorban. 2011-ben a Ni contigo ni sin ti című sorozatban Diego Torreslanda szerepét játszotta. 2012-ben megkapta Patricio szerepét a Menekülés a szerelembe című telenovellában.

## Filmográfia

### Telenovellák
- A sors útjai (Un camino hacia el destino (2016) - Javier Farias
- Ne hagyj el! (A que no me dejas) (2015) - Rene Greepe/Eugenio Sandoval
- Que te perdone Dios (2015) - Pablo Ramos
- La Malquerida (2014) - Manuel "Manolo" Palacios Salmerón
- Maricruz (Corazón indomable) (2013) - Alfonso del Olmo
- Menekülés a szerelembe (Un refugio para el amor) (2012) - Patricio Torreslanda Fuentes-Gil
- Ni contigo ni sin ti (2011)- Diego Torreslanda
- Niña de mi corazón (2010)- Conrado Gayardo "Masiosare/Cónsul"
- Verano de amor (2009) - Dylan Carrasco Moret
- Zorro (Zorro,la epsada y la rosa) (2007) - Carlos

## Díjak
TVyNovelas-díj
| Év   | Kategória                    | Telenovella            | Eredmény |
| ---- | ---------------------------- | ---------------------- | -------- |
| 2011 | Legjobb férfi felfedezett    | Niña de mi corazón     | Jelölés  |
| 2012 | Legjobb fiatal színész       | Ni contigo ni sin ti   | Jelölés  |
| 2013 | Legjobb férfi mellékszereplő | Menekülés a szerelembe | Jelölés  |